# Сікорський Ігор Олександрович
І́гор Олекса́ндрович Сіко́рський (нар. 29 липня 1988, Київ, УРСР) — український футболіст, нападник аматорського клубу «Полісся» (Ставки).

## Життєпис
Народився 29 липня 1988 року в Києві. Любов до футболу йому прищепив його дід, який був футбольним тренером. У сім років він почав грати у футбол.
Протягом декількох років займався в ДЮСШ «Зміна-Оболонь», після чого перейшов у ДЮСШ-15, де вчився до восьмого класу. Згодом продовжив навчання в київському спортивному інтернаті, де провів ще два роки, після чого знову повернувся до ДЮСШ-15.
У ДЮФЛУ виступав за київські РВУФК та «Локомотив-МСМ-ОМІКС». Пізніше також грав за команду «Батьківщина».
Коли грав у змаганнях Київської області, його тренер попросив Олексія Деревинського, щоб Сікорського переглянули в дублі луганської «Зорі», бо він добре знав тренера дубля Юрія Дудника. Узимку 2008 року Ігор потрапив у дубль «Зорі», що виступав у молодіжній першості України.
У Прем'єр-лізі України дебютував 11 травня 2008 року в домашньому матчі проти сімферопольської «Таврії» (2:3), вийшовши на 76-й хвилині замість Георгія Цимакурідзе. Узимку 2010 року на зборах отримав травму ахілла. Усього за «Зорю» в чемпіонаті України зіграв 8 матчів, а в молодіжній першості провів 64 матчі й забив 14 м'ячів.
У липні 2010 року підписав контракт з алчевською «Сталлю». За словами тодішнього тренера дубля «Зорі» Володимира Микитина Сікорський не підходив за віком для дубля й не потрапляв до складу основної команди, тому йому надали вибір: розірвати контракт або віддати його в оренду.
Улітку 2014 року залишив Алчевськ. Деякий час грав у «Даугаві» (Даугавпілс) у тренера Геннадія Орбу. У вересні того ж року уклав контракт із харківським «Геліосом».
Улітку 2015 року уклав контракт із МФК «Миколаїв». У 2016 році перейшов до складу дебютанта Першої ліги, рівненського «Вереса». З цією командою став бронзовим призером другого за рівнем українського дивізіону, а команда завоювала право виступати в Прем'єр-лізі. Проте перед стартом наступного сезону Сікорський повернувся назад в «Миколаїв».
Влітку 2018 року перебрався до Горішніх Плавнів, де підписав контракт з місцевим «Гірник-Спортом», за який зіграв 21 матч та забив 9 голів. 30 квітня 2019 року покинув клуб з Полтавщини, плануючи переїхати до Бангладеш, в ФК «Шейх Рассел» з Дакки, але гравцем цієї команди так і не став.
8 травня 2019 року став гравцем аматорського клубу «Патріот» (Баришівський район).
17 липня 2019 року підписав контракт з волочиським «Агробізнесом». У січні 2020 року поїхав до Росії та опублікував у соціальній мережі свої фотографії на тлі державного герба Росії та будівлі з прапором Росії. Внаслідок цього «Агробізнес» розірвав контракт з Сікорським, зазначивши, що гравець дискредитує клуб своєю демонстративною поїздкою до країни-агресора під час війни.
У лютому 2020 року став гравцем одеського «Чорноморця». У вересні 2020 покинув «моряків» і увійшов до складу іншої першолігової команди, луцької «Волині».
У січні 2021 року підписав контракт з друголіговим «Металом».
Сезон 2021/22 почав у іншому друголіговому клубі, дніпровській «Перемозі». Але вже 2 серпня 2021 року Сікорський був відрахований з команди через те, що його зловили в нічному клубі в стані алкогольного сп'яніння.
31 серпня 2021 року був заявлений за аматорський клуб «Джуніорс» (Шпитьки).

## Досягнення
- Перша ліга чемпіонату України
  -  Срібний призер: 2012/13
  -  Бронзовий призер: 2016/17

## Статистика
| Сезон   | Клуб                           | Ліга                        | Чемпіонат | Чемпіонат | Кубок | Кубок | Першість дублерів | Першість дублерів |
| Сезон   | Клуб                           | Ліга                        | Ігри      | Голи      | Ігри  | Голи  | Ігри              | Голи              |
| ------- | ------------------------------ | --------------------------- | --------- | --------- | ----- | ----- | ----------------- | ----------------- |
| 2006    | «ДЮСШ-15» (Київ)               | Чемпіонат міста Києва       | 1         | 0         | 0     | 0     | 0                 | 0                 |
| 2007/08 | «Зоря»                         | Вища ліга                   | 2         | 0         | 0     | 0     | 12                | 2                 |
| 2008/09 | «Зоря»                         | Прем'єр-ліга                | 5         | 0         | 0     | 0     | 25                | 3                 |
| 2009/10 | «Зоря»                         | Прем'єр-ліга                | 1         | 0         | 0     | 0     | 27                | 9                 |
| 2010/11 | «Сталь» (Алчевськ)             | Перша ліга                  | 31        | 0         | 2     | 0     | 0                 | 0                 |
| 2011/12 | «Сталь» (Алчевськ)             | Перша ліга                  | 30        | 0         | 1     | 0     | 0                 | 0                 |
| 2012/13 | «Сталь» (Алчевськ)             | Перша ліга                  | 32        | 3         | 2     | 1     | 0                 | 0                 |
| 2013/14 | «Сталь» (Алчевськ)             | Перша ліга                  | 28        | 5         | 1     | 1     | 0                 | 0                 |
| 2014    | «Даугава»                      | Вища ліга                   | 3         | 0         | 1     | 1     | 0                 | 0                 |
| 2014/15 | «Геліос»                       | Перша ліга                  | 14        | 0         | 0     | 0     | 0                 | 0                 |
| 2015/16 | «Миколаїв»                     | Перша ліга                  | 25        | 7         | 4     | 1     | 0                 | 0                 |
| 2016/17 | «Верес»                        | Перша ліга                  | 25        | 6         | 3     | 1     | 0                 | 0                 |
| 2017/18 | «Миколаїв»                     | Перша ліга                  | 32        | 9         | 1     | 0     | 0                 | 0                 |
| 2018/19 | «Гірник-Спорт»                 | Перша ліга                  | 22        | 5         | 0     | 0     | 0                 | 0                 |
| 2019    | «Патріот» (Баришівський район) | Чемпіонат Київської області | 5         | 5         | 0     | 0     | 0                 | 0                 |
| 2019/20 | «Агробізнес»                   | Перша ліга                  | 19        | 8         | 0     | 0     | 0                 | 0                 |
| 2019/20 | «Чорноморець»                  | Перша ліга                  | 10        | 3         | 0     | 0     | 0                 | 0                 |
| 2020/21 | «Чорноморець»                  | Перша ліга                  | 2         | 0         | 2     | 1     | 0                 | 0                 |
| 2020/21 | «Волинь» (Луцьк)               | Перша ліга                  | 10        | 4         | 0     | 0     | 0                 | 0                 |
| 2020/21 | «Метал»                        | Друга ліга                  | 6         | 1         | 0     | 0     | 0                 | 0                 |
| 2021/22 | «Перемога»                     | Друга ліга                  | 2         | 0         | 0     | 0     | 0                 | 0                 |
| 2021    | «Джуніорс» (Шпитьки)           | Чемпіонат Київської області | 0         | 0         | 0     | 0     | 0                 | 0                 |

## Міжнародні змагання
| Сезон   | Клуб                   | Турнір      | Кваліфікація | Кваліфікація | Основний турнір | Основний турнір |
| Сезон   | Клуб                   | Турнір      | Ігри         | Голи         | Ігри            | Голи            |
| ------- | ---------------------- | ----------- | ------------ | ------------ | --------------- | --------------- |
| 2014/15 | «Даугава» (Даугавпілс) | Ліга Європи | 1            | 0            | 0               | 0               |